# Blackbird Interactive
Blackbird Interactive ist ein kanadisches Spieleentwicklungsunternehmen mit Sitz in Vancouver, British Columbia.

## Geschichte
Blackbird Interactive wurde im Jahr 2007 von Mitarbeitern von EA Canada und Gründern des Spieleentwicklers Relic Entertainment gegründet, nachdem Relic von THQ übernommen wurde. Nach der Insolvenz von THQ im Jahr 2012 sicherte sich Gearbox Software bei einer Auktion am 15. April 2013 die Rechte für Homeworld. Im September 2013 wurde bekannt, dass Blackbird Interactive das Homeworld-Franchises verwenden darf und von Gearbox Software finanziell unterstützt wird. Im Januar 2017 startete eine Zusammenarbeit mit dem Jet Propulsion Laboratory (NASA), bei der das Project Eagle entstand. Die Demo zeigt, wie eine Basis auf dem Mars aussehen könnte. Im 3. Quartal 2019 kündigte Blackbird Homeworld 3 an. Das vorläufige Veröffentlichungsdatum war Ende 2022. Die Veröffentlichung ist auf 2023 verschoben worden. 2022 führte der Spieleentwickler eine 4-Tage-Woche eine.

## Spiele
| Jahr                     | Titel                        | Entwickler                            | Publisher             | Plattformen                                                                                 |
| ------------------------ | ---------------------------- | ------------------------------------- | --------------------- | ------------------------------------------------------------------------------------------- |
| 2016                     | Homeworld: Deserts of Kharak | Blackbird Interactive                 | Gearbox Software      | Microsoft Windows, macOS                                                                    |
| 2018                     | Project Eagle                | Blackbird Interactive                 | Blackbird Interactive | Microsoft Windows                                                                           |
| 2019                     | Minecraft Earth              | Mojang Studios, Blackbird Interactive | Xbox Game Studios     | Android, iOS, iPadOS                                                                        |
| 2022 (Early Access 2020) | Hardspace: Shipbreaker       | Blackbird Interactive                 | Focus Entertainment   | Microsoft Windows, PlayStation 4, Xbox One                                                  |
| 2022                     | Crossfire: Legion            | Blackbird Interactive                 | Prime Matter          | Microsoft Windows                                                                           |
| 2023                     | Minecraft Legends            | Mojang Studios, Blackbird Interactive | Xbox Game Studios     | Microsoft Windows, Nintendo Switch, PlayStation 4, PlayStation 5, Xbox One, Xbox Series X/S |
| 2024                     | Homeworld 3                  | Blackbird Interactive                 | Gearbox Software      | Microsoft Windows                                                                           |